# Ангелика
Ангелика — музыкальный инструмент лютневого семейства в центральной Европе в конце XVII начале XVIII века. Ангелика была распространена в европейских странах, главным образом во Франции, Германии, Австро-Венгрии и Польше. Впервые этот инструмент упоминается Преториусом, утверждающим, что на ангелике играют так же, как на арфе, хотя до наших дней не дошло произведений для ангелики, где она используется подобным образом.
Ангелика сочетала черты конструкции, присущие лютне, арфе и теорбе. Как и у лютни, у неё был грушевидный корпус и 15-17 струн длиной 54-70 см. С другой стороны, гриф ангелики (как и теорбы) имел дополнительную секцию, содержавшую 8-10 басовых струн.
Ангелика настраивалась диатонически, как арфа: C — D — E — F — G — A — B — c — d — e — f — g — a — b — c’ — d’ — e’. Диапазон при этом получался тот же, что и у французской, или малой, теорбы, но строй последней чаще был другим: C — D — E — F — G — A — B — c — d — g — c' — e'- a — d'. Диатоническая настройка ограничивала диапазон ангелики, но позволяла получить чистый и сильный звук за счёт использования открытых струн. Иногда использовали частично диатонический строй: A — B — C — D — E — F — G — A — B — c — d — f — a- d — f'.
Основываясь на неправильном истолковании названия «ангелика», некоторые авторы утверждали, что она изобретена в Англии (M. H. Fuhrmann, Musicalischer Trichter, Frankfurt/Spree 1706, p. 91). Джеймс Талбот предположил, что название происходит от французского «ангельская» и дано инструменту за красивый звук (ms. Oxford 532, 1685—1701).
Музыка для ангелики записывается в виде французской табулатуры, причём басовые линии используются у разных авторов по-разному.
От ангелики ведёт происхождение украинский торбан.